# کیربرگ (زار)
کیربرگ (به آلمانی: Kirrberg) یک منطقهٔ مسکونی در آلمان است که در همبورگ (سار) واقع شده‌است. کیربرگ ۲٬۷۷۰ نفر جمعیت دارد.